# Auvergne - Rona - Alpe
Auvergne - Rona - Alpe  (francosko Auvergne-Rhône-Alpes) je regija v jugovzhodni in osrednji Franciji, ki je od 1. januarja 2016 nova francoska administrativna regija celinske Francije. Sestavljena je iz nekdanjih regij Auvergne in Rona - Alpe.
Območje obsega več kot 69.711 kvadratnih kilometrov, s čimer je tretja največja regija v metropolitanski Franciji in ima 7.877.698 prebivalcev. Sestavlja jo 12 departmajev in en teritorialni kolektiv Metropola Lyon. Glavno mesto regije je Lyon. 

## Simboli
Besedilo zakona o teritorialni reformi daje vmesna imena za večino združenih regij, ki združujejo imena njihovih sestavnih regij po abecedi, ločena z vezaji. Stalna imena naj bi predlagali novi regionalni sveti in ta bi bila potrjena s stani Conseil d'État do 1. oktobra 2016. 
Vmesno ime nove upravne regije je bilo deljenje z vezaji sestavljeno iz zgodovinske regije Auvergne, reke Rone in francoskih Alp (Alpe). Za dokončno ime je bilo izbrano isto ime, ki ga je 28. septembra 2016 uradno potrdil Conseil d'État. 
Po številnih spletnih anketah je ime »Rhône-Alpes-Auvergne« vodilo glasovanje, pred »Alpes-Auvergne« in »AURA« (akronim za Auvergne-Rhône-Alpes), ki ga je predlagal Jean-Jack Queyranne, nekdanji predsednik nekdanje regije Rona - Alpe. Šolarji so se glede imena nove regije posvetovali februarja 2016, lokalno prebivalstvo pa marca.
Po prilagoditvi glasov sorazmerno s številom prebivalcev regij (Rhône-Alpes, ki ima petkrat več prebivalstva Auvergne) je bilo ime »Rhône-Alpes-Auvergne« še vedno vodilno, pred »Auvergne-Rhône-Alpes« in kratico »AURA«.
Kljub temu rezultatu so se Laurent Wauquiez in njegova ekipa odločili, da ne bodo sledili izbiri državljanov nove regije. Za ime Auvergne-Rhône-Alpes je glasovala regijska skupnost in ga tudi soglasno sprejela 23. junija 2016. Ime je bilo uradno objavljeno 28. septembra 2016 z odlokom, ki je nastopil v francoskem časopisu Journal Officialel de la République . 
Regija je oktobra 2017 dobila grb, ki je združeval grbe Auvergnea, Savoiea, Lyonnaisa in Dauphinéa. Prav tako ima zastavo, ki je bila sprva sestavljena iz grba na belem ozadju, vendar so jo nadomestili s heraldično zastavo januarja 2018. 9. februarja 2018 je regija na svoji spletni strani formalizirala zastavo in grb, kot jo je uveljavil zgodovinar Mattieu Casali. Nacionalna heraldična komisija ga je pozitivno sprejela.
- Uradni grb izdan leta 2017 in odobren leta 2018.
- Prva zastava, ki je nastala ob istem času kot grb.
- Zastava odobrena leta 2018.

## Geografija

### Lokacija
Upravna regija Auvergne - Rona - Alpe obsega površino 69.711 km2 v središču in vzhodno od juga Francije. Je zbirka regij različnih topografij, podnebja, naravnih virov, kultur, folklore, arhitekture in jezikov. Meji na pet drugih upravnih regij: Burgundijo-Franche-Comté na severu, Center-Val de Loire na severovzhodu, Novo Akvitanijo na zahodu, Oksitanijo na jugozahodu in Provanso-Alpe-Azurna obala na jugovzhodu. Na vzhodu meji tudi na Italijo (dolina Aosta in Piemont) ter na Švico na severovzhodu (kantoni Ženeva, Valais in Vaud). 
Skrajne točke: 
- Sever: Château-sur-Allier, Allier ( 46°48′15″N 2°57′35″E / 46.804272°N 2.959629°E )
- Vzhod: Bonneval-sur-Arc, Savoie ( 45°24′12″N 7°11′08″E / 45.403287°N 7.185578°E )
- Jug: Ferrassières, Drôme ( 44°06′56″N 5°29′40″E / 44.115494°N 5.494467°E )
- Zahod: Siran, Cantal (44°58′36″N 2°03′46″E / 44.976621°N 2.062885°E)

### Departmaji
Auvergne - Rona - Alpe obsega dvanajst departmajev: Ain, Allier, Ardèche, Cantal, Drôme, Haute-Loire, Haute-Savoie, Isère, Loire, Puy-de-Dôme, Rhône, Savoie

### Metropolitanska središča
- Lyon (1.622.331; regijska prefektura)
- Grenoble (510.368)
- Saint-Étienne (372.308)
- Clermont-Ferrand (264.704)
- Chambéry (186.355)

### Pomembne železniške postaje
- Lyon Part-Dieu
- Lyon Perrache
- Valence-Ville
- Valenca-TGV
- Saint-Étienne-Châteaucreux
- Grenoble
- Bourg-Saint-Maurice
- Chambéry-Challes-Les-Eaux
- Clermont-Ferrand